# Domherrenhof (Graz)

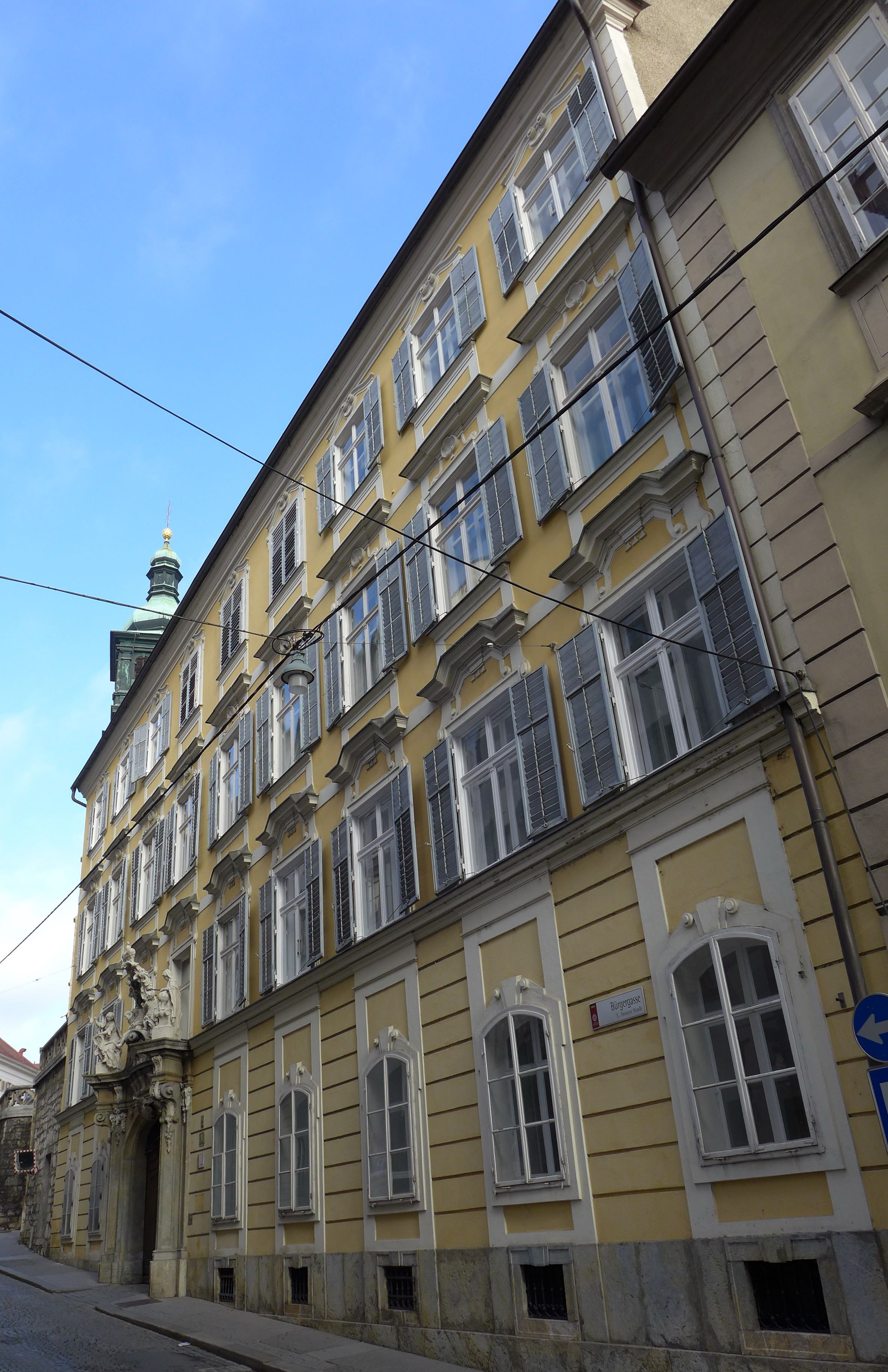
Domherrenhof Graz, Vorderansicht (Bürgergasse)

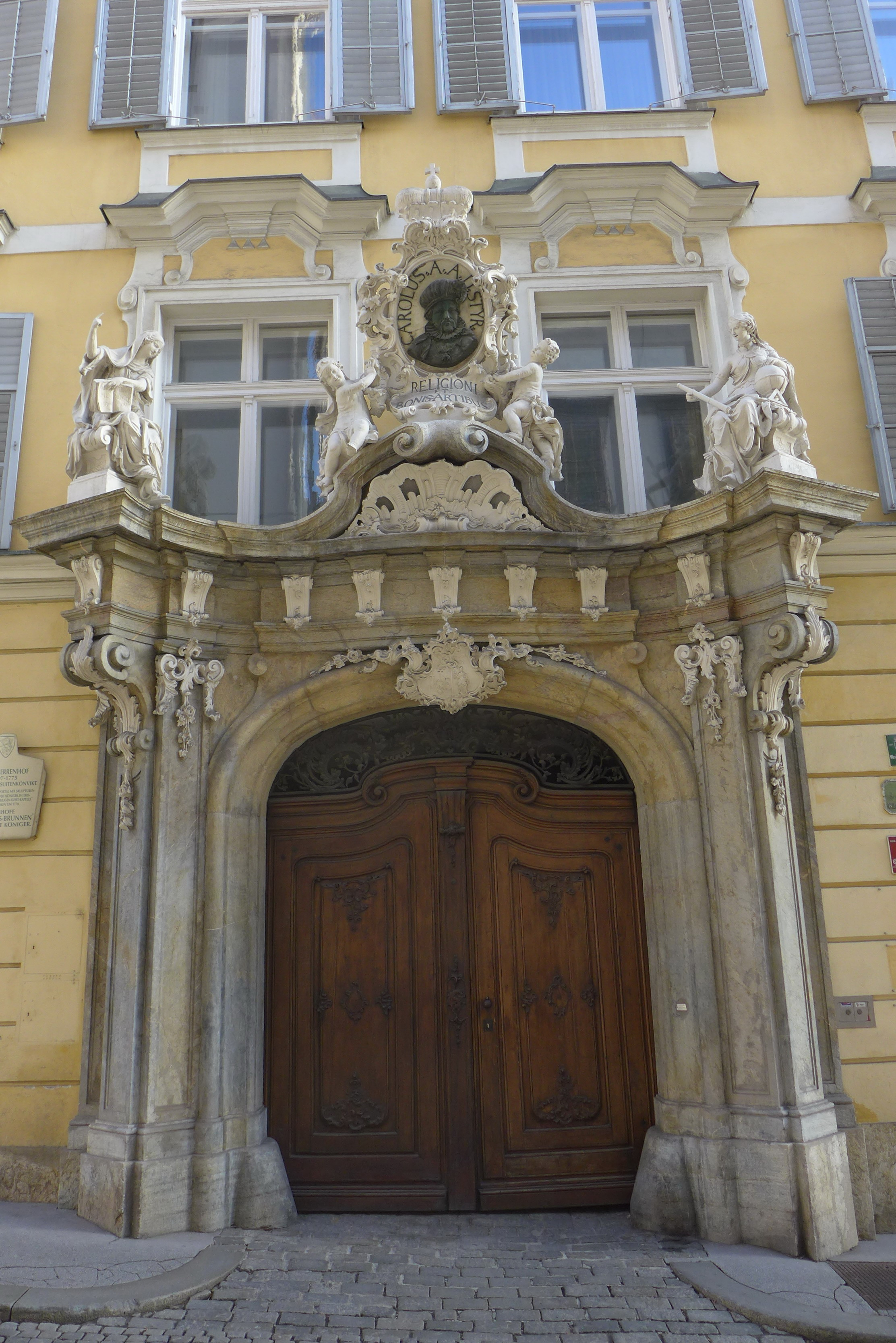
Domherrenhof Graz, Portal von Veit Königer

Der Domherrenhof ist ein Grazer Stadtpalais in der Bürgergasse im Bezirk Innere Stadt. In unmittelbarer Nachbarschaft befinden sich der Grazer Dom, das Mausoleum, das Grazer Priesterseminar und die Grazer Burg. Der Domherrenhof ist Bestandteil der sogenannten Grazer Stadtkrone.

## Geschichte

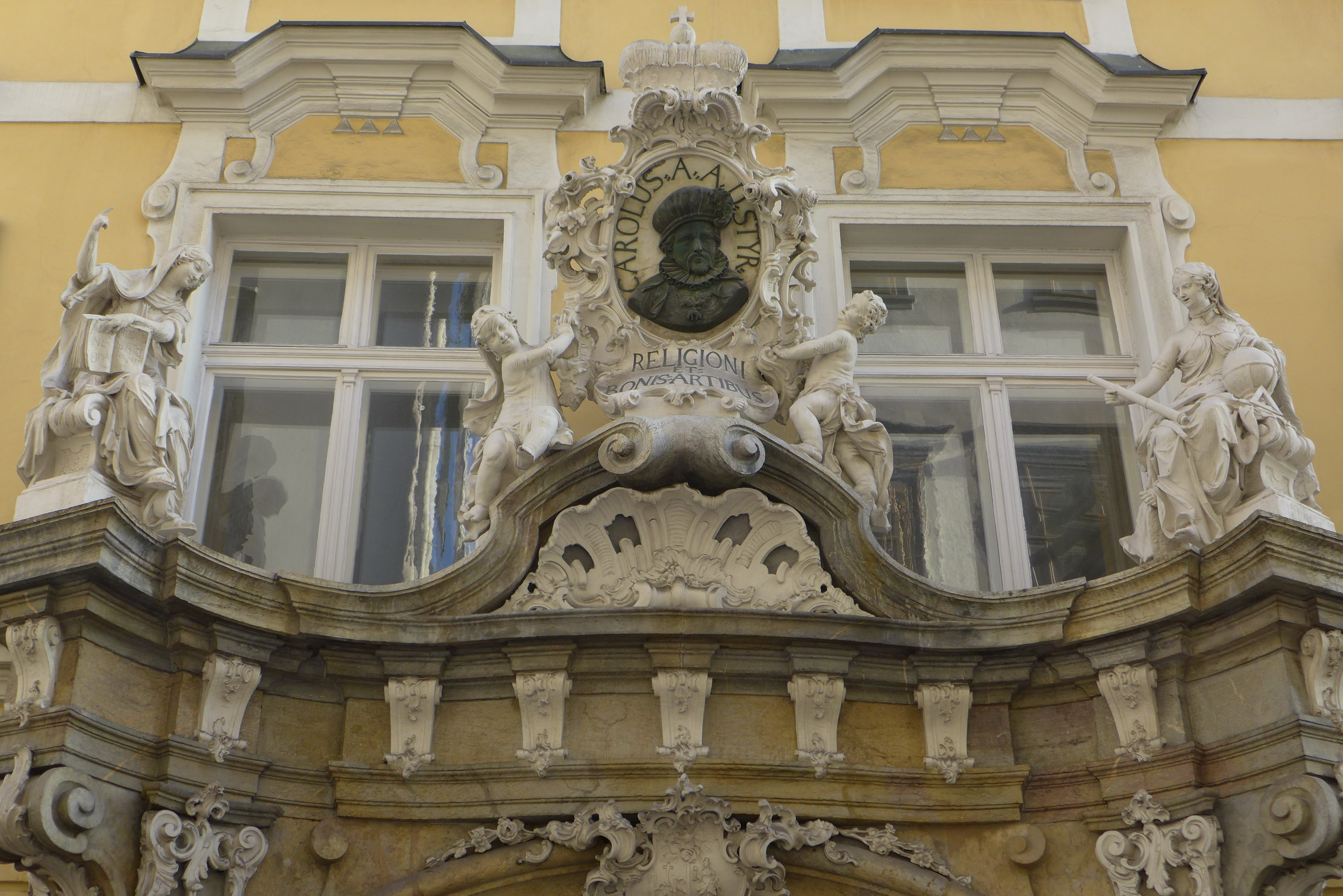
Detail des Portals mit Bildnis Erzherzog Karls II.

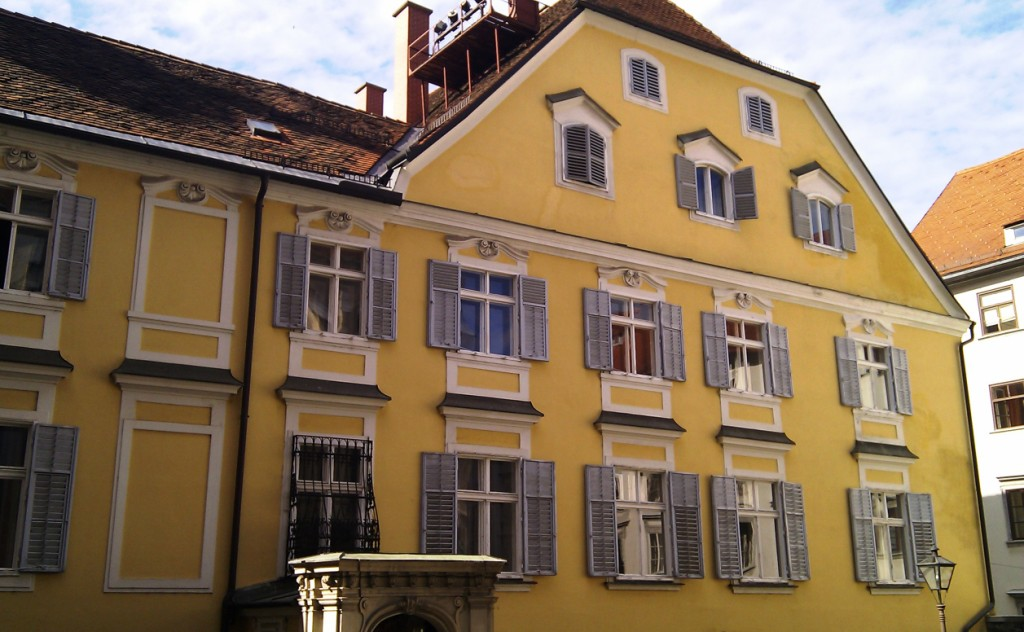
Domherrenhof Graz, Seitenansicht

Die Stiftung des Domherrenhofes in Graz erfolgte 1576 auf Betreiben von Erzherzog Karl II. Das Jesuiten-Kollegium übernahm die Leitung des Konviktes und nahm Studenten auf. 1595 erwarb Erzherzog Ferdinand ein Nachbarhaus aus dem Besitz des Sigmund von Gleispach und adaptierte die Räumlichkeiten für das Konvikt. Ein Brand zerstörte 1627 große Teile des Hauses, in dem zu diesem Zeitpunkt 127 Zöglinge wohnten. Das Gebäude wurde nur ein Jahr später im Zuge der Wiedererrichtung vergrößert, bis 1762 Regens Franz Schmelter einen Gesamtumbau veranlasste. Die ehemals kleine Hauskapelle ließ er zu einem zweigeschoßigen Sakralbau erweitern. Der Schmuck des Hauptportals aus 1763 stammt vom Südtiroler Künstler Veit Königer, und die Barockisierung des Domherrenhofes ist Baumeister Joseph Hueber zuzuschreiben.
Regens Schmelter wollte ein Theresianum für adelige Studenten einrichten. Mit Fresken geschmückte Säle, die zu Tanz- und Fechtveranstaltungen genutzt wurden, sind Zeugen jener prunkvollen Zeit. Kaiserin Maria Theresia genehmigte 1773 die Bezeichnung der Schule als Kollegium Nobilium. Zwei Jahre später erfolgte die Aufhebung des Grazer Jesuitenordens, das Konvikt verlegte man mit den beiden anderen Jesuitenstiftungen Ferdinandeum und Josephum in das gegenüberliegende ehemalige Jesuiten-Kollegiumsgebäude, das gegenwärtig das Priesterseminar beherbergt. Das unbenützte Gebäude erfuhr nun eine militärische Inanspruchnahme, bis das Generalkommando ins Palais Kees am Grazer Glacis übersiedelte. 1878 erwarb das Seckauer Domkapitel den Bau und adaptierte ihn für Wohnungen der Domherren, den Namensgebern des Domherrenhofes. Die unter Militärbesitz als Registratur verwendete Kapelle konnte ihre Bestimmung als religiöser Ort wieder aufnehmen. Aktueller Eigentümer (Stand in den 2010er Jahren) des Stadtpalais’ ist die Diözese Graz-Seckau.

## Architektur und Gestaltung
Der Domherrenhof besteht aus vier Geschoßen und einem teilweise ausgebauten Dachgeschoß und steht an der Südwestecke des Mausoleumsvorplatzes, dem Grazer Dom gegenüber. Die Schauseite mit dem spätbarocken Prunkportal befindet sich in der Bürgergasse. Der Schöpfer des signierten Bauwerkes ist der Südtiroler Künstler Veit Königer. Das Korbbogen-Portal ist von zwei Volutenkapitellen flankiert, die weit ausschwingen und von Allegorien aus Sandstein (Religion und Wissenschaft) bekrönt werden. Die Kartusche am Portalscheitel halten zwei Engel, sie wird von einer Darstellung des steirischen Herzogshuts gekrönt. In der Kartusche befindet sich ein Relief Erzherzogs Karls II. von Innerösterreich. Den ursprünglichen Bleiguss ersetzte man 1950 durch eine Kopie aus Kunststein, da das Original 1945 abhandenkam. Die Torflügel bestehen aus Holz, das Oberlichtgitter ist aus Schmiedeeisen. Beide Elemente stammen aus dem Jahr 1763.
Der viereckige Innenhof des Stadtpalais ist über eine gepflasterte und platzelgewölbte Einfahrt zu erreichen. An der Südseite steht Herkules in einer Nische als Sandstein-Brunnenfigur beim Erschlagen der Lernäischen Hydra. Die Darstellung ist eine Allegorie auf die Bekämpfung der Häresie (Ketzerei) und stammt ebenfalls von Veit Königer. In der Hauskapelle, die der heiligen Barbara geweiht ist, sind vor die Stuckdekorationen von Heinrich Formentini und der Freskenschmuck des Wiener Theatermalers Johann Caspar Fibich (um 1770) bemerkenswert. Veit Königer schuf zudem den Tabernakel aus Marmor mit einem Relief der heiligen Barbara (1762/64).